# Arrenurus muttkowskii
Arrenurus muttkowskii är en kvalsterart som beskrevs av Marshall 1940. Arrenurus muttkowskii ingår i släktet Arrenurus och familjen Arrenuridae. Inga underarter finns listade i Catalogue of Life.